# Ural Typhoon
El UralAZ Typhoon (en ruso: Урал-63095 «Тайфун-У») es un vehículo multi-funcional ruso de diseño y construcción modular de clase blindada, resistente a explosivos como minas y artefactos caseros, devenido de la familia "Tayfun".

## Características
Esta variante del chasis "Typhoon" hace parte del programa "Typhoon". Su chasis consiste de una carrocería, chasis, y una transmisión de tres ejes tractores, y un marco capotado. Puede ser utilizado como vehículo de reconocimiento, puesto de mando y transporte de tropas, equipo de reparaciones ligeras o de equipos EW/RTR o como puesto de comunicaciones, ambulancia blindada o como vehículo de ingenieros, además de transporte en entornos radioactivos, químicos y con contaminación biológica, en variantes de transporte de evacuación o de transporte de reconocimiento.

## Variantes
Dos variantes han sido identificadas hasta ahora:
Ural 63055
- Tripulación: 3 + 14 en el módulo,

Ural-63059
- Peso total: 24 toneladas
- Tripulación: 3 + 16 en el módulo
- Configuración: 6 × 6

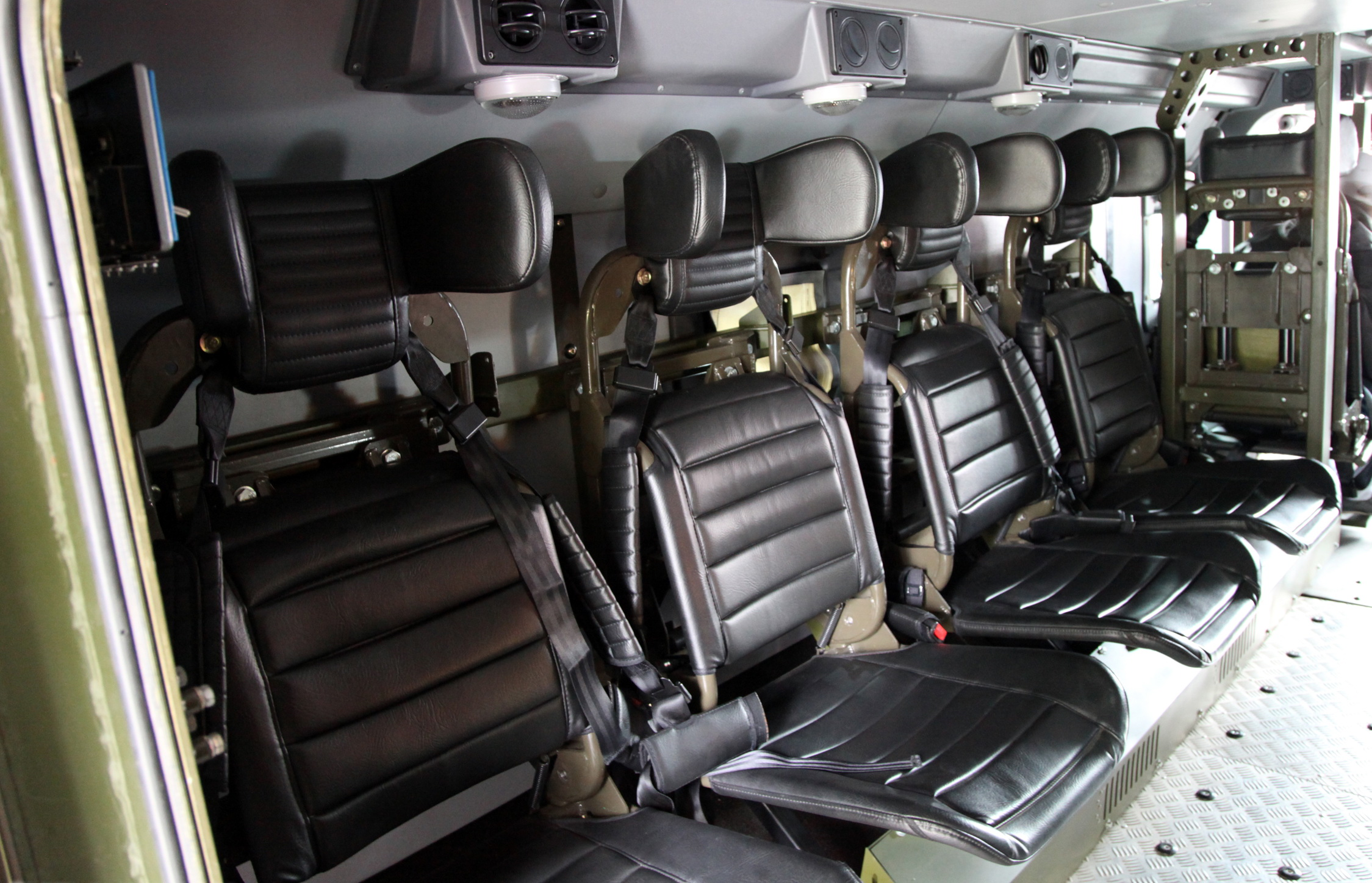
Compartimiento de tropa del "Ural Typhoon"

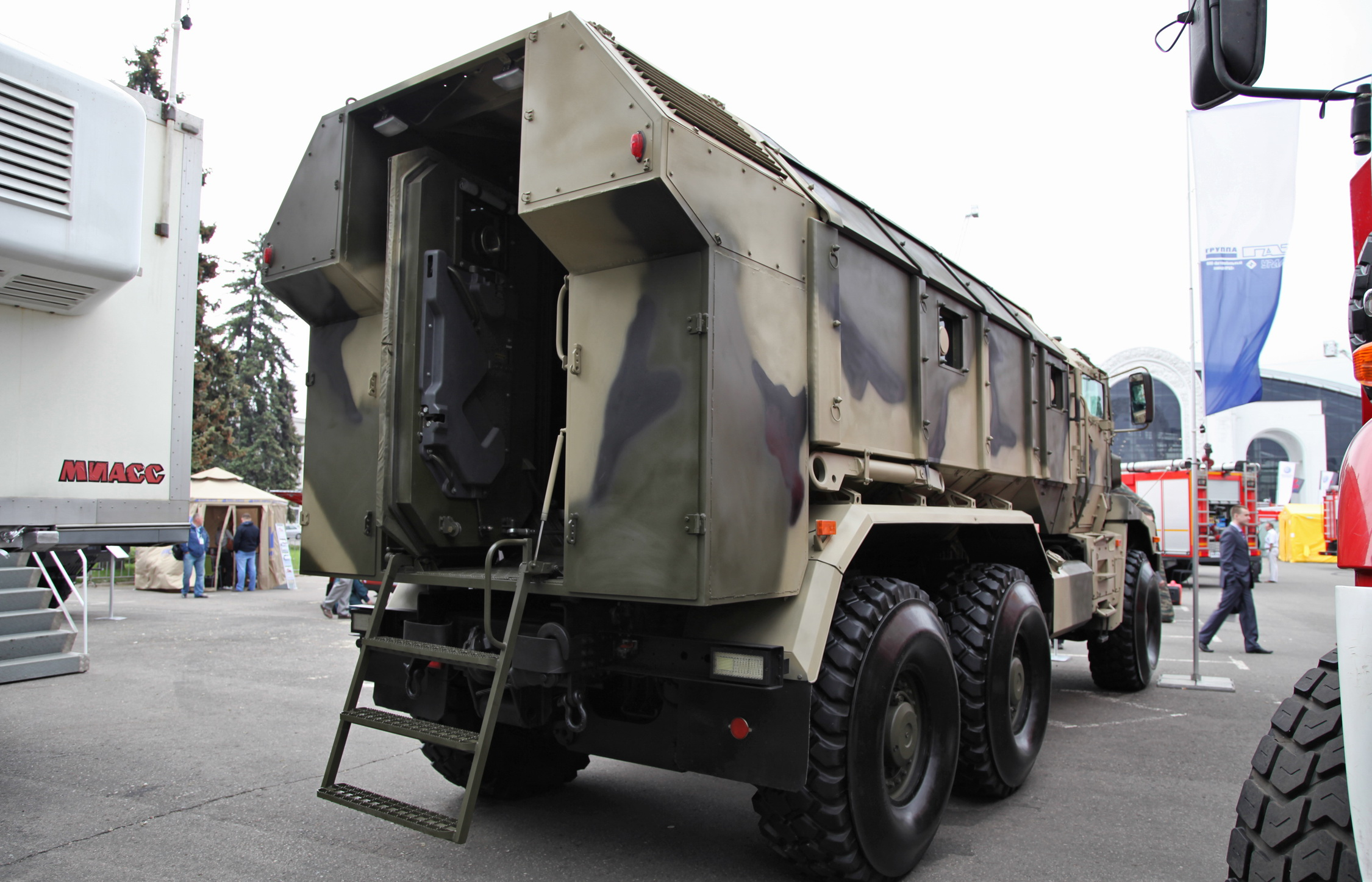
Módulo trasero del "Ural Typhoon"

- Motor: YaMZ-5367 turbodiésel, de 450 caballos (336 kW) de potencia,
- Transmisión: seis velocidades, de caja automática,
- Caja de marchas: mecánica, de dos etapas,
- Neumáticos: a prueba de balas, con sistema de resellado automático,
- Tipo de blindaje: Cristales laminados, láminas de encofrado compuestas (acero y cerámica),
- Clase de protección: a prueba de impactos provenientes de armas calibre 14.5 mm y sus fragmentos, hasta los 8 kg de explosivos debajo de su casco,
- Armamento: Estación de armas a control remoto, la que monta una calibre 7.62 mm o una ametralladora de calibre 14.5 mm, además de troneras para disparar desde el interior.

## Usuarios
- Rusia - 30 unidades asignadas al Distrito Militar del Sur, estando en servicio efectivo 8 unidades, al año 2015.[8]

### Desarrollos relacionados
- Typhoon

- KamAZ Typhoon

- Torreta por control remoto Epoch
- Plataforma Universal de combate "Armata"

- T-14 Armata
- T-15 Armata
- Kurganets-25

### Vehículos similares
- Pandur II
- Boxer MRAV
- Stryker
- VBCI
- / Nurol Ejder
- VBM Freccia
- MOWAG Piranha
- FNSS PARS
- TAB Zimbru
- BTR-90
 BTR-80
- BTR-3
 BTR-4
- Hunter XL